# Gürbey İleri
Gürbey İleri (Istanbul, 13 febbraio 1988) è un attore televisivo turco.
Ha studiato presso l'Università di Beykent. Ha iniziato la sua carriera con il programma televisivo Arka Sıradakiler. Tra il 2012 e il 2013 interpreta il principe Mehmed nella serie Il secolo magnifico.

## Filmografia
- Eve Dönüş – serie TV (2015-2016)
- Kaderimin Yazıldığı Gün – serie TV (2014-2015)
- Yasak – serie TV (2014)
- Muhteşem Yüzyıl – serie TV (2012-2013)
- Kalbim Seni Seçti – serie TV (2011)
- Arka Sıradakiler – serie TV  (2007-2012)
- Sevda Kuşun Kanadında – serie TV (2015-2016)